# Uchnaagiin Chürelsüch

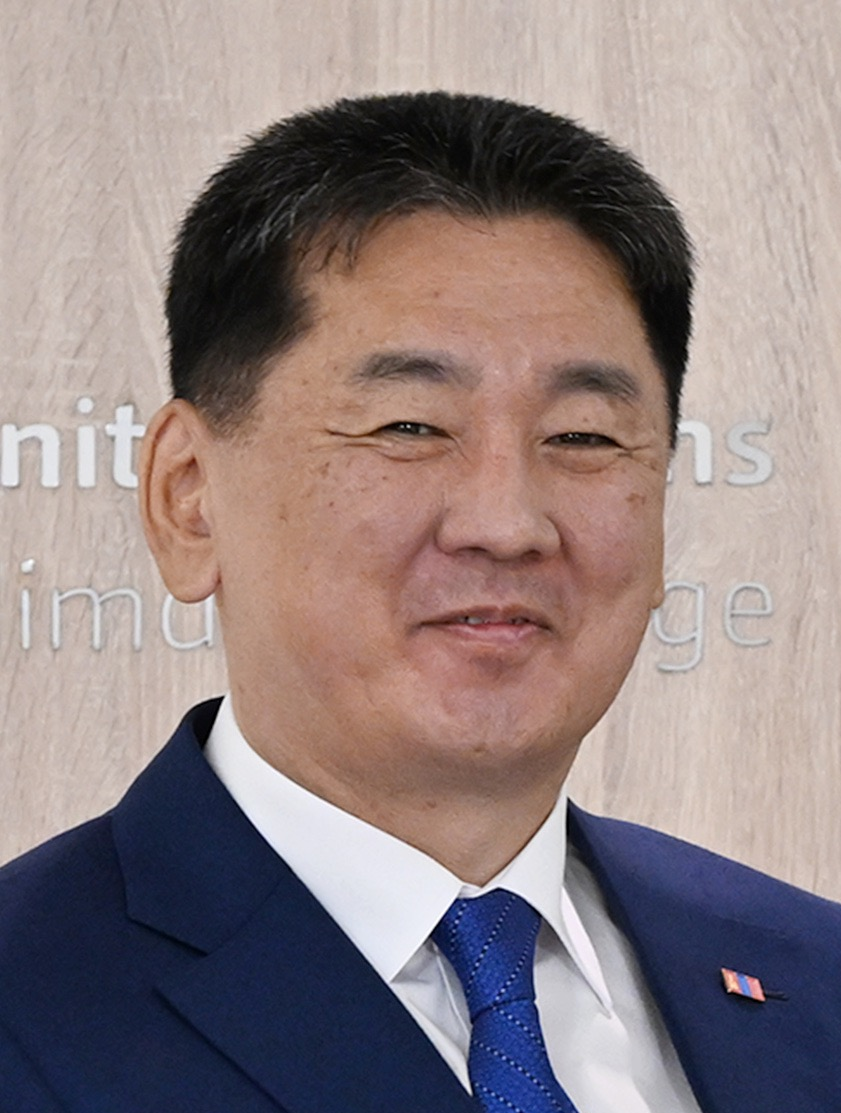
Uchnaagiin Chürelsüch (2024)

Uchnaagiin Chürelsüch (mongolisch Ухнаагийн Хүрэлсүх, ᠤᠬᠤᠨᠠᠭ᠎ᠠ ᠶᠢᠨ ᠬᠦᠷᠦᠯᠰᠦ᠋ᠬᠡ,  englisch Ukhnaagiin Khürelsükh; * 14. Juni 1968, Ulaanbaatar, Mongolei) ist ein mongolischer Politiker und seit dem 10. Juni 2021 gewählter Präsident der Mongolei. Vom 4. Oktober 2017 bis zum 21. Januar 2021 war er Premierminister des Landes.
Er wurde drei Mal in das Parlament der Mongolei gewählt. In den Wahlperioden 2000, 2004 und 2012 diente er im Kabinett als Minister für Notfallsituationen von 2004 bis 2006, Minister für Professional Inspection von 2006 bis 2008, und, von 2014 bis 2015 und 2016 bis 2017, als Stellvertretender Premierminister der Mongolei. Zudem war er von 2008 bis 2012 Generalsekretär der Mongolischen Volkspartei (mongolisch Монгол Ардын Нам, Mongol Ardyn Nam, MVP/МАН/MAN).

## Leben
Chürelsüch besuchte die weiterführende Schule Nr. 2 in Ulaanbaatar und schloss 1989 an der Nationalen Verteidigungsuniversität der Mongolei (mongolisch Монгол Улсын Батлан хамгаалахын их сургууль) als Major im Fach Politische Studien ab. Er studierte Verwaltungswissenschaften am Institut für staatliche Verwaltung und Managemententwicklung an der Nationaluniversität der Mongolei, wo er 1994 und nochmals 2000 (Juristisches Institut) Abschlüsse erlangte.

### Karriere
Er war Generalsekretär der Mongolischen Volkspartei und Mitbegründer der Mongolischen Demokratischen Sozialistischen Jugendunion (Mitglied der IUSY) sowie Präsident der Linksflügel-Föderation (Dsüünii chütschnii cholboo).

## Rolle in der Partei
Chürelsüch begann seine politische Karriere 1991 als Mitarbeiter des Zentralkomitees der Mongolischen Volkspartei. Zwischen 1994 und 1996 arbeitete er als Berater des Sekretariats der MVP-Fraktion im Parlament. Er war einer der führenden Initiatoren bei den Reformen der Jugendorganisation der MVP und Mitbegründer der Mongolischen Demokratischen Sozialistischen Jugendunion. Zweimal wurde er deren Präsident (1997–1999 und 2000–2005). 2000 wurde er in den Verwaltungsrat der MPRP gewählt. 2007 verlor er jedoch seine Posten aufgrund von Bankbetrug.
2008 wurde er Generalsekretär der MVP. 2010 setzte sich Chürelsüch unter der Führung von Süchbaataryn Batbold, dem damaligen Vorsitzenden der MRVP, für die Rückbenennung der Partei in „Mongolische Volkspartei“ ein. Die Partei war 1924 auf Empfehlung der Kommunistischen Internationale in „Mongolische Revolutionäre Volkspartei“ (MRVP) umbenannt worden. 2012 verlor er aufgrund einer Wahlschlappe seine Parteiämter.

## Präsident
2021 wurde Chürelsüch zum Präsidenten gewählt. Diese Wahl war geprägt von niedriger Wahlbeteiligung und dem Einfluss der COVID-19-Pandemie auf den Wahlkampf. In einem bedeutenden Schritt gegen den Klimawandel kündigte Chürelsüch an, bis 2030 eine Milliarde Bäume zu pflanzen, um die Desertifikation zu bekämpfen. 2022 verstärkten China und die Mongolei ihre wirtschaftliche Zusammenarbeit im Rahmen der Seidenstraßen-Initiative. Im Jahr darauf besuchte Papst Franziskus die Mongolei, was internationale Aufmerksamkeit auf die kleine katholische Gemeinde und das Engagement des Landes für Religionsfreiheit und Demokratie lenkte.
Im September 2024 empfing Chürelsüch den russischen Präsidenten Wladimir Putin in Ulan Bator mit einer prunkvollen Zeremonie zum 85. Jahrestag des Sieges über Japan. Trotz internationalen Haftbefehls verzichteten er und die Mongolei auf Putins Verhaftung, was Kritik von Menschenrechtlern und der Ukraine auslöste.

## Militärische Karriere
Chürelsüch ist Politischer Beauftragter der 152. Division der Mongolischen Streitkräfte. Er war der erste mongolische Militär, der 1990 den Dienst quittierte, als die Regierung darum kämpfte, die Mitgliedschaft im Parlament von anderen Ämtern zu trennen.